# USS Maine
 Der er for få eller ingen kildehenvisninger i denne artikel, hvilket er et problem. Du kan hjælpe ved at angive troværdige kilder til de påstande, som fremføres i artiklen.

USS Maine (ACR-1), var et amerikansk 2. klasses slagskib på 6.682 ton. Skibet var af præ-Dreadnought typen. Skibets køl blev lagt den 17. oktober 1888 på Brooklyn Navy Yard og skibet blev søsat den 18. november året efter. Skibet blev taget i brug den 17. september 1895.
I januar 1898 blev USS Maine sendt til Havana på Cuba for at beskytte amerikanske interesser på et tidspunkt, hvor der var opstand og uro på øen.
Om aftenen den 15. februar indtraf der en voldsom eksplosion på USS Maine, da hovedparten af skibets krudtbeholdning sprang i luften. Den forreste tredjedel af skibet blev sprængt bort, og resten sank hurtigt. Som følge af eksplosionen døde 224 mænd. Kaptajnen og de fleste officerer overlevede dog, da de opholdt sig i agterskibet.
Den 28. marts 1898 afsagde flådens undersøgelsesdomstol i Key West kendelse om, at eksplosionen skyldes en sømine.
Eksplosionen blev således tilskrevet det spanske styre på Cuba, og den blev en udløser for den spansk-amerikanske krig i april 1898 under mottoet: Remember the Maine! To hell with Spain! Der har siden været mange spekulationer om og 4 undersøgelser af, hvad der udløste eksplosionen. Der er ikke fundet noget endeligt svar, men 2 hypoteser er fremherskende. Enten skyldtes eksplosionen en mine, som blev bragt til sprængning under skibet, eller også forårsagede selvantændelse i et kulmagasin en brand, som fik krudtmagasinet til at eksplodere.